# Roodborstrotsspringer
De roodborstrotsspringer (Chaetops aurantius) is een zangvogel uit de familie Chaetopidae (Rotsspringers).

## Verspreiding en leefgebied
Deze soort is endemisch in oostelijk Zuid-Afrika en Lesotho.

## Status
De grootte van de populatie is in 2007 geschat op 100.000-500.000 volwassen vogels. Het verspreidingsgebied is klein en aangenomen wordt dat de aantallen licht dalen. Op de Rode lijst van de IUCN heeft deze soort daarom de status gevoelig.